# Siti di speciale interesse scientifico di Londra

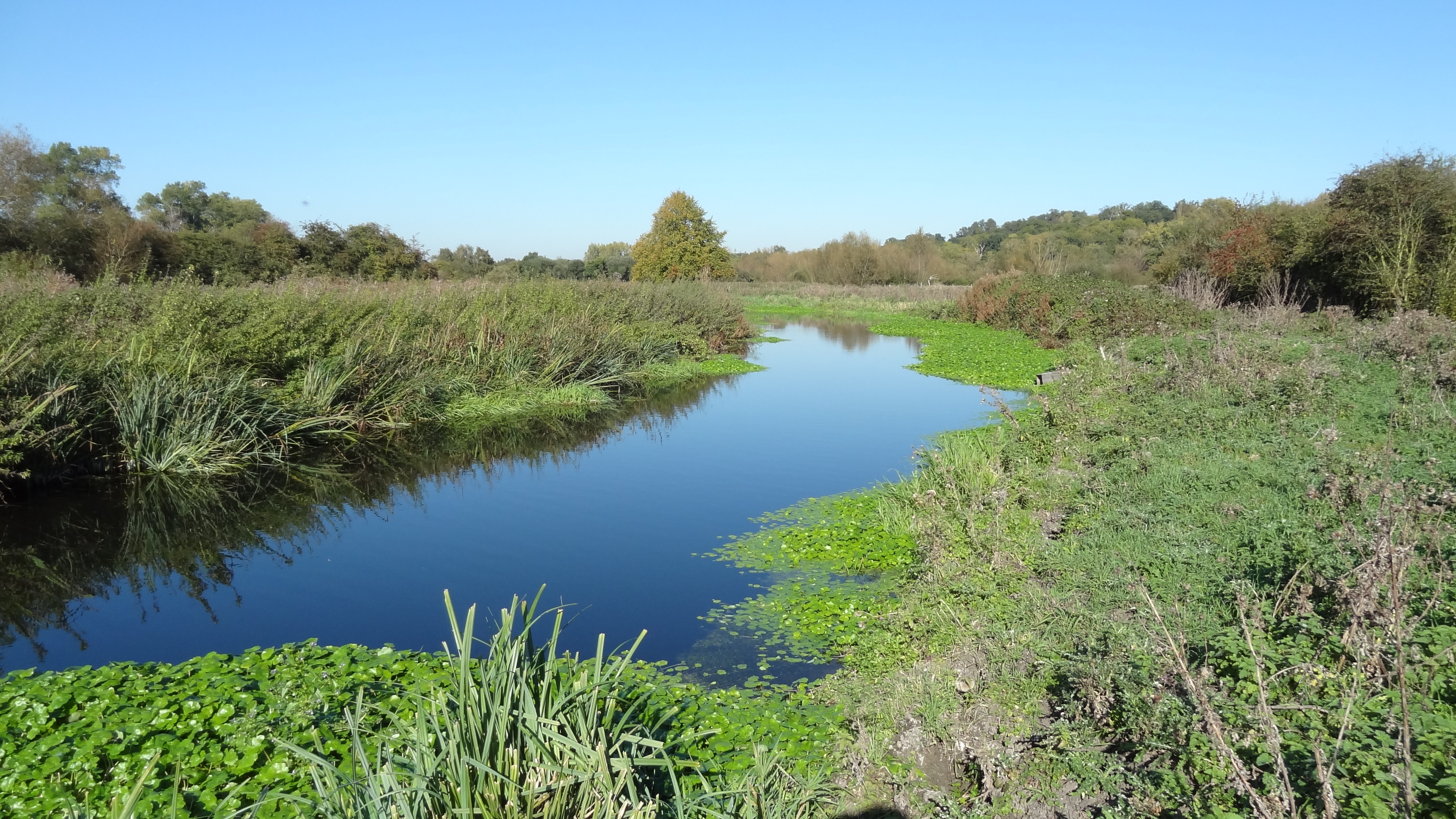
Il fiume Frays fotografato presso i Frays Farm Meadows

Londra si adagia sulle sponde del fiume Tamigi. La conurbazione circostante (la cosiddetta Greater London) si estende su un'area di 1.577 km² e conta, ad oggi, una popolazione di 7.512.400 abitanti, rendendola la seconda regione più densamente abitata del Regno Unito. Ciononostante, sebbene la Greater London rappresenti una delle realtà urbane più ampie in Europa, vi è una compenetrazione fra città e campagna riscontrabile solo in pochissime altre capitali europee, che non hanno aree verdi tanto ampie a fare da corona. In effetti, Londra risulta  essere prevalentemente composta da riserve naturali e acquitrini, che ne rappresentano circa il 66% del territorio. Al 2015, vi sono 37 siti che sono protetti in quanto «Area of search» (Area di ricerca); di questi, 30 sono stati così designati per il loro interesse biologico, mentre i restanti 7 per l'interesse geologico rivestito.
In Inghilterra, l'ente responsabile per la nomina dei «Sites of Special Scientific Interests» (SSSI; Siti di speciale interesse scientifico) è Natural England, i cui criteri si basano sulle caratteristiche geologiche, fisiografiche, e sulla fauna e flora presente nel sito. La tabella proposta di seguito riassume le informazioni salienti sui 37 siti SSSI; i dati sono tratti dal sito web della Natural England.

## Siti
Accesso
- SÌ   = accesso al pubblico per la totalità del sito
- PP = accesso al pubblico per parte del sito
- PL = accesso al pubblico per determinati orari
- NO = chiuso al pubblico

| Nome del sito                 | Foto | Interesse biologico | Interesse geologico | Ettari  | Acri    | Ubicazione                            | Riconosciuto dal | Accesso | Quartiere                                            |
| ----------------------------- | ---- | ------------------- | ------------------- | ------- | ------- | ------------------------------------- | ---------------- | ------- | ---------------------------------------------------- |
| Abbey Wood                    |      |                     | Si                  | 6,3     | 15,7    | 51.48706°N 0.12942°E                  | 1975             | SÌ      | Bexley                                               |
| Barn Elms Wetland Centre      |      | Si                  |                     | 29,9    | 73,8    | 51.4786°N 0.2331°W                    | 2002             | SÌ      | Richmond upon Thames                                 |
| Bentley Priory                |      | Si                  |                     | 55,1    | 136,2   | 51.622°N 0.33°W                       | 1990             | SÌ      | Harrow                                               |
| Brent Reservoir               |      | Si                  |                     | 68,6    | 169,6   | 51.571°N 0.245°W                      | 1985             | SÌ      | Barnet Brent                                         |
| Bushy Park e Home Park        |      | Si                  |                     | 541,0   | 1,337,5 | 51.401°N 0.3349°W                     | 2014             | SÌ      | Richmond upon Thames                                 |
| Chingford Reservoirs          |      | Si                  |                     | 316,3   | 781,7   | 51.6398°N 0.0202°W                    | 1986             | NO      | Enfield Waltham Forest Epping Forest                 |
| Crofton Woods                 |      | Si                  |                     | 76,6    | 198,8   | 51.379°N 0.063°E                      | 1989             | SÌ      | Bromley                                              |
| Croham Hurst                  |      | Si                  |                     | 33,6    | 83,0    | 51.3509°N 0.0773°W                    | 1984             | SÌ      | Croydon                                              |
| Denham Lock Wood              |      | Si                  |                     | 6,3     | 15,5    | 51.566°N 0.479°W                      | 1986             | SÌ      | Hillingdon                                           |
| Downe Bank e High Elms        |      | Si                  |                     | 86,8    | 214,6   | 51.331°N 0.064°E 51.351°N 0.075°E     | 1981             | SÌ      | Bromley                                              |
| Elmstead Pit                  |      |                     | Si                  | 0,1     | 0,13    | 51.4171°N 0.0453°E                    | 1985             | NO      | Bromley                                              |
| Epping Forest                 |      | Si                  |                     | 1 728,0 | 4 270,0 | 51.66°N 0.05°E                        | 1990             | SÌ      | Waltham Forest Redbridge Epping Forest               |
| Farthing Downs e Happy Valley |      | Si                  |                     | 120.5   | 297.8   | 51.299°N 0.132°W                      | 1987             | SÌ      | Croydon                                              |
| Frays Farm Meadows            |      | Si                  |                     | 28,2    | 69,8    | 51.5639°N 0.4765°W                    | 1984             | SÌ      | Hillingdon                                           |
| Gilbert's Pit                 |      |                     | Si                  | 5,2     | 12,8    | 51.4888°N 0.0418°E                    | 1985             | PP      | Greenwich                                            |
| Hainault Forest               |      | Si                  |                     | 136,0   | 336,0   | 51.6236°N 0.1323°E                    | 1986             | SÌ      | Redbridge Epping Forest                              |
| Hampstead Heath Woods         |      | Si                  |                     | 16,6    | 41,1    | 51.5721°N 0.1689°W 51.5676°N 0.1676°W | 1990             | SÌ      | Camden                                               |
| Harefield Pit                 |      |                     | Si                  | 1,8     | 4,5     | 51.598°N 0.486°W                      | 1990             | NO      | Hillingdon                                           |
| Harrow Weald                  |      |                     | Si                  | 3.7     | 9.1     | 51.6233°N 0.3447°W                    | 1987             | NO      | Harrow                                               |
| Hornchurch Cutting            |      |                     | Si                  | 0,8     | 2,0     | 51.5636°N 0.2308°E                    | 1988             | SÌ      | Havering                                             |
| Ingrebourne Marshes           |      | Si                  |                     | 74,8    | 184,8   | 51.53°N 0.207°E                       | 1988             | SÌ      | Havering                                             |
| Inner Thames Marshes          |      | Si                  |                     | 479,3   | 1 184,4 | 51.49°N 0.225°E                       | 1986             | SÌ      | Havering Thurrock                                    |
| Kempton Park Reservoirs       |      | Si                  |                     | 25,6    | 63,3    | 51.426°N 0.395°W                      | 1999             | NO      | Hounslow Spelthorne                                  |
| Keston Common e Hayes Common  |      | Si                  |                     | 26,6    | 65,8    | 51.3584°N 0.0348°E                    | 1987             | SÌ      | Bromley                                              |
| Mid Colne Valley              |      | Si                  |                     | 132,0   | 326,1   | 51.593°N 0.494°W                      | 1985             | SÌ      | Hillingdon South Bucks                               |
| Old Park Wood                 |      | Si                  |                     | 16,7    | 41,3    | 51.611°N 0.491°W                      | 1984             | SÌ      | Hillingdon                                           |
| Oxleas Woodlands              |      | Si                  |                     | 72,7    | 179,7   | 51.467°N 0.066°E                      | 1984             | SÌ      | Greenwich                                            |
| Richmond Park                 |      | Si                  |                     | 856,0   | 2 115,1 | 51.44°N 0.27°W                        | 1992             | SÌ      | Richmond upon Thames Kingston upon Thames Wandsworth |
| Riddlesdown                   |      | Si                  |                     | 32,0    | 79,1    | 51.3236°N 0.0926°W                    | 1988             | SÌ      | Croydon                                              |
| Ruislip Woods                 |      | Si                  |                     | 305,4   | 754,6   | 51.593°N 0.431°W                      | 1990             | SÌ      | Hillingdon                                           |
| Ruxley Gravel Pits            |      | Si                  |                     | 18,7    | 46,2    | 51.41°N 0.117°E                       | 1985             | NO      | Bromley                                              |
| Saltbox Hill                  |      | Si                  |                     | 22,2    | 54,8    | 51.3251°N 0.0093°E                    | 1985             | SÌ      | Bromley                                              |
| Syon Park                     |      | Si                  |                     | 21,5    | 53,2    | 51.4761°N 0.308°W                     | 1984             | PL      | Hounslow                                             |
| Walthamstow Marshes           |      | Si                  |                     | 36,7    | 90,7    | 51.5706°N 0.0499°W                    | 1985             | SÌ      | Waltham Forest                                       |
| Walthamstow Reservoirs        |      | Si                  |                     | 178,3   | 440,6   | 51.5855°N 0.0514°W                    | 1986             | NO      | Hackney Haringey Waltham Forest                      |
| Wansunt Pit                   |      |                     | Si                  | 1,9     | 4,7     | 51.44116°N 0.17701°E                  | 1990             | PP      | Bexley Dartford                                      |
| Wimbledon Common              |      | Si                  |                     | 346,5   | 856,2   | 51.434°N 0.236°W                      | 1986             | SÌ      | Wandsworth Merton                                    |